# Herb Ostrowa Lubelskiego
Herb Ostrowa Lubelskiego – jeden z symboli miasta Ostrów Lubelski i gminy Ostrów Lubelski w postaci herbu. Wzór herbowy pochodzi z szesnastowiecznych miejskich pieczęci.

## Wygląd i symbolika
Herbem miasta jest srebrny ostrzew z siedmioma gałęziami oraz położony nad nim złoty krzyż maltański. Symbole te są umieszczone na czerwonej tarczy herbowej.
Ostrzew w herbie nawiązuje do założenia miasta na terenie Puszczy Parczewskiej. W XVI w ostrzew używana była zamiast brony, tu używana do karczowania lasów.